# Appoigny
Appoigny is een gemeente in het Franse departement Yonne (regio Bourgogne-Franche-Comté) en telt 2991 inwoners (1999). De plaats maakt deel uit van het arrondissement Auxerre.

## Geografie
De oppervlakte van Appoigny bedraagt 22,0 km², de bevolkingsdichtheid is 136,0 inwoners per km².
De onderstaande kaart toont de ligging van Appoigny met de belangrijkste infrastructuur en aangrenzende gemeenten.

## Demografie
Onderstaande figuur toont het verloop van het inwonertal (bron: INSEE-tellingen).